# Теодемир (полководец)
Теодемир (исп. Teodomiro; араб. تدمير‎) — вестготский вельможа в Испании, после арабского завоевания Пиренейского полуострова — правитель наследственного полу-независимого княжества (так называемого государства Теодемира).
Теодемир командовал вестготским флотом и около 695 года одержал победу над греками, грабившими берега Южной Испании. В 709 году разбил флот мусульман. При короле Родерихе он стоял во главе войска в Андалузии, когда здесь высадились арабы, призванные графом Юлианом (711). Разбитый при Гвадалете, он с остатками войска удалился за Сьерра Морену, в Валенсию, где был избран королём. Узнав, что против него идёт Абд аль-Азиз, сын Мусы ибн Нусайра, Теодемир отступил в горы и сначала успешно боролся с арабами, но последние сумели выманить его из ущелий на равнину и нанесли ему жестокое поражение. Теодемир бежал и заперся в крепости Ориуэла. Благодаря военной хитрости он добился почётной капитуляции и заключил с арабами договор, по которому за небольшую дань был признан государем в своих владениях (713). Халиф Валид I не только признал этот договор, но даже освободил Теодемира от дани.
Теодемир умер в 743 году. После 778 года его земли были присоединены к владениям Кордовского эмирата.